# Josef Schwab (Richter)
Josef Schwab (* 15. Juli 1807 in Klagenfurt am Wörthersee; † März 1873 in Rumänien) war ein österreichischer Richter und Politiker.

## Leben
Schwab war der Sohn des Steinmetzmeisters Nikolaus Schwab (* 6. Dezember 1780; † 7. Januar 1856) und dessen Ehefrau Magdalena geb. Mayritsch (* 28. Dezember 1781; † 10. Juni 1860). Er war römisch-katholisch und heiratete am 14. Januar 1854 Elisabeth Friderike Edle von Schwerenfeld (* 25. November 1832; † 23. Juni 1868). Aus der Ehe ging ein Sohn hervor.
Schwab besuchte die Volksschule und das Gymnasium in Klagenfurt und ablosvierte ein juridisches Studium in Graz. Nach dem Studium wurde er Auskultant und 1848 k.k. Landrat in Görz. Ab 1850 war er Landesgerichtsrat und ab März 1854 Oberlandesgerichtsrat am Oberlandesgericht Klagenfurt. Da dieses kurz darauf aufgehoben wurde, wechselte er im September 1854 als Oberlandesgerichtsrat an das Oberlandesgericht Agram. 1856 wurde er Sektionsrat im k.k Justizministerium und 1858 Banaltafel-Vizepräsident in Agram/Zagreb. Im Jahr 1860 wurde er Hofrat beim Obersten Gerichtshof in Wien, bevor er 1867 in Pension ging. 1867 war er Verwaltungsrat-Ersatzmann des ersten allgemeinen Beamternvereines.
Im Oktober 1862 wurde er mit dem Ritterkreuz des Leopold-Ordens ausgezeichnet. Vom 8. Januar 1863 (er wurde am 24. November 1862 in einer Nachwahl nach Rücktritt beider Abgeordneten gewählt) bis zum 2. Januar 1867 war er Abgeordneter im Kärntner Landtag.
1868 wurde er wegen des Verdachtes der Urkundenfälschung und des Betruges verhaftet. Im Strafprozess im Dezember 1868 wurde er zu vier Jahren schweren Kerkers verurteilt. Er saß die Strafe in der Strafanstalt Suben (Oberösterreich) ab und wurde am 22. November 1872 entlassen. Danach lebte er unter einem Pseudonym in Rumänien und arbeitete dort als Eisenbahner.